# فدوى القارصي
فدوى القارصي هي لاعبة كرة طاولة تونسية وُلدت في 6 فبراير 2002، ومثلت تونس في دورة الألعاب الأولمبية الصيفية عام 2020.

## المشاركات والميداليات
شاركت فدوى القارصي في بطولة أفريقيا لكرة الطاولة عام 2016، وفازت فيها بالميدالية الفضية في منافسات الفرق، وفي عام 2019، شاركت في دورة الألعاب الإفريقية التي أقيمت في مدينة  الرباط بالمغرب، حيث استطاعت إحراز الميدالية البرونزية في منافسات الفرق. ثُم شاركت فدوى القارصي في عام 2020 في دورة الألعاب الأولمبية الصيفية التي أقيمت بمدينة طوكيو في اليابان، ولكنها خرجت من البطولة ولم تتأهل للأدوار النهائية بعد خسارتها في الدور التمهيدي لمنافسات فردي السيدات أمام اللاعبة المنغولية باتمونخ بولورردان بنتيجة أربعة أشواط مقابل شوط واحد، وفي عام 2023، شاركت في دورة الألعاب العربية التي أقيمت في مدينة الجزائر بالجزائر حيث حصدت ثلاث ميداليات منها ميدالية ذهبية في منافسات فردي السيدات بعدما تغلبت في الدور النهائي على مواطنتها اللاعبة عبير الحاج صلاح بنتيجة ثلاثة أشواط مقابل شوطين، وميدالية ذهبية أخرى بالاشتراك مع زميلتها اللاعبة عبير الحاج صلاح في منافسات زوجي السيدات، بالإضافة إلى فضية في منافسات الزوجي المختلطة بالاشتراك مع مواطنها اللاعب آدم همام. وفي نفس العام شاركت فدوى القارصي في دورة الألعاب الفرانكوفونية التي أقيمت في مدينة كنشاسا بجمهورية الكونغو الديمقراطية حيث أحرزت  ميدالية فضية في منافسات فردي السيدات، وميدالية برونزية في منافسات الزوجي المختلط. ويوضح الجدول التالي أهم المُسابقات والبطولات التي شاركت فيها فدوى القارصي، وأبرز الميداليات والألقاب التي حققتها في البطولات والمسابقات المختلفة:
| العام | المسابقة                        | المكان                              | المنافسات              | الترتيب/الميدالية                   | ملاحظات                                                                                           |
| ----- | ------------------------------- | ----------------------------------- | ---------------------- | ----------------------------------- | ------------------------------------------------------------------------------------------------- |
| 2016  | البطولة الإفريقية لتنس الطاولة  |                                     | منافسات الفرق للسيدات  | المركز الثاني (الميدالية الفضية)    |                                                                                                   |
| 2019  | دورة الألعاب الإفريقية          | الرباط، المغرب                      | منافسات الفرق للسيدات  | المركز الثالث (الميدالية البرونزية) |                                                                                                   |
| 2019  | بطولة شمال إفريقيا لكرة الطاولة | وهران، الجزائر                      | منافسات فردي السيدات   | المركز الأول (الميدالية الذهبية)    | احتلت المركز الأول بعدما تغلبت في الدور النهائي على اللاعبة الجزائرية ليندا الغرايبي بنتيجة 4-صفر |
| 2020  | دورة الألعاب الأولمبية الصيفية  | طوكيو، اليابان                      | لم تتأهل               |                                     |                                                                                                   |
| 2022  | كأس إفريقيا لكرة الطاولة        | لاغوس، نيجيريا                      |                        |                                     |                                                                                                   |
| 2022  | دورة ألعاب البحر الأبيض المتوسط | وهران، الجزائر                      | منافسات فردي السيدات   |                                     |                                                                                                   |
| 2023  | دورة الألعاب العربية            | الجزائر العاصمة، الجزائر            | منافسات فردي السيدات   | المركز الأول (الميدالية الذهبية)    | احتلت المركز الأول بعدما تغلبت في الدور النهائي على اللاعبة التونسية عبير الحاج صلاح بنتيجة 3-2   |
| 2023  | دورة الألعاب العربية            | الجزائر العاصمة، الجزائر            | منافسات زوجي السيدات   | المركز الأول (الميدالية الذهبية)    |                                                                                                   |
| 2023  | دورة الألعاب العربية            | الجزائر العاصمة، الجزائر            | منافسات الزوجي المختلط | المركز الثاني (الميدالية الفضية)    |                                                                                                   |
| 2023  | دورة الألعاب الفرانكوفونية      | كنشاسا، جمهورية الكونغو الديمقراطية | منافسات فردي السيدات   | المركز الثاني (الميدالية الفضية)    |                                                                                                   |
| 2023  | دورة الألعاب الفرانكوفونية      | كنشاسا، جمهورية الكونغو الديمقراطية | منافسات الزوجي المختلط | المركز الثالث (الميدالية البرونزية) |                                                                                                   |
| 2023  | البطولة الإفريقية لكرة الطاولة  | رادس، تونس                          | منافسات زوجي السيدات   | المركز الثالث (الميدالية البرونزية) | بالاشتراك مع مواطنتها اللاعبة عبير الحاج صالح                                                     |